# Tournoi de tennis de Playford
Le City of Playford Tennis International est un tournoi de tennis professionnel féminin du circuit ITF et masculin du circuit ATP Challenger ayant lieu à Playford en Australie dont la première édition a eu lieu en 2018. Il se joue sur dur au City of Playford Tennis Centre dans la banlieue d'Adélaïde.
Il a été organisé en début de saison en 2018 et 2019 et faisait partie de l'Australian Pro Tour, une série de tournois professionnels préparatoires à l'Open d'Australie gérés par la Fédération australienne de tennis. À partir de 2019, il se joue en octobre. En 2020 et 2021, il n'a pas été organisé à cause de la pandémie de Covid-19.

## Palmarès dames

### Simple
| Date       | Dotation                                 | Vainqueure                               | Finaliste                                | Score                                    |
| ---------- | ---------------------------------------- | ---------------------------------------- | ---------------------------------------- | ---------------------------------------- |
| 01-01-2018 | 25 000 $                                 | Zoe Hives                                | Alexandra Bozovic                        | 6-4, 5-7, 7-64                           |
| 31-12-2018 | 25 000 $                                 | Anna Kalinskaya                          | Elena Rybakina                           | 6-4, 6-4                                 |
| 28-10-2019 | 60 000 $                                 | Storm Sanders                            | Lizette Cabrera                          | 6-3, 6-4                                 |
| 2020-2021  | Éditions annulées (pandémie de Covid-19) | Éditions annulées (pandémie de Covid-19) | Éditions annulées (pandémie de Covid-19) | Éditions annulées (pandémie de Covid-19) |
| 24-10-2022 | 60 000 $                                 | Kimberly Birrell                         | Maddison Inglis                          | 3-6, 7-5, 6-4                            |
| 23-10-2023 | 60 000 $                                 | Taylah Preston                           | Kimberly Birrell                         | 4-6, 7-62, 4-1 ab.                       |

### Double
| Date       | Vainqueures                                | Finalistes                        | Score             |                   |
| ---------- | ------------------------------------------ | --------------------------------- | ----------------- | ----------------- |
| 01-01-2018 | Dalila Jakupović Irina Khromacheva         | Junri Namigata Erika Sema         | 2-6, 7-5, [10–5]  |                   |
| 31-12-2018 | Giulia Gatto-Monticone Anastasia Grymalska | Amber Marshall Lulu Sun           | 6-2 6-3           |                   |
| 28-10-2019 | Asia Muhammad Storm Sanders                | Naiktha Bains Tereza Mihalíková   | 6-3, 6-4          |                   |
| 2020-2021  | Éditions annulées                          | Éditions annulées                 | Éditions annulées | Éditions annulées |
| 24-10-2022 | Alexandra Bozovic Talia Gibson             | Han Na-lae Priska Madelyn Nugroho | 7-5, 6-4          |                   |
| 23-10-2023 | Kaylah Mcphee Astra Sharma                 | Choi Ji-hee Beatrice Gumulya      | 6-3, 7-62         |                   |

## Palmarès messieurs

### Simple
| Date       | Dotation                                 | Vainqueur                                | Finaliste                                | Score                                    |
| ---------- | ---------------------------------------- | ---------------------------------------- | ---------------------------------------- | ---------------------------------------- |
| 01-01-2018 | 75 000 $                                 | Jason Kubler                             | Brayden Schnur                           | 6-4, 6-2                                 |
| 31-12-2018 | 81 240 $                                 | Rogério Dutra Silva                      | Mats Moraing                             | 6-3, 6-2                                 |
| 28-10-2019 | 54 160 $                                 | James Duckworth                          | Yasutaka Uchiyama                        | 7-62, 6-4                                |
| 2020-2021  | Éditions annulées (pandémie de Covid-19) | Éditions annulées (pandémie de Covid-19) | Éditions annulées (pandémie de Covid-19) | Éditions annulées (pandémie de Covid-19) |
| 24-10-2022 | 53 120 $                                 | Rinky Hijikata                           | Rio Noguchi                              | 6-1, 6-1                                 |
| 23-10-2023 | 80 000 $                                 | James Duckworth                          | Coleman Wong                             | 7-5, 7-5                                 |

### Double
| Date       | Vainqueurs                              | Finalistes                      | Score             |                   |
| ---------- | --------------------------------------- | ------------------------------- | ----------------- | ----------------- |
| 01-01-2018 | Mackenzie McDonald Tommy Paul           | Maverick Banes Jason Kubler     | 7-64, 6-4         |                   |
| 31-12-2018 | Max Purcell Luke Saville                | Ariel Behar Enrique López Pérez | 6-4, 7-5          |                   |
| 28-10-2019 | Harri Heliövaara Patrik Niklas-Salminen | Ruben Gonzales Evan King        | 6-4, 64-7, [10-7] |                   |
| 2020-2021  | Éditions annulées                       | Éditions annulées               | Éditions annulées | Éditions annulées |
| 24-10-2022 | Jeremy Beale Calum Puttergill           | Rio Noguchi Yusuke Takahashi    | 7-62, 6-4         |                   |
| 23-10-2023 | Ryan Seggerman Patrik Trhac             | Blake Ellis Tristan Schoolkate  | 6-3, 7-63         |                   |